# Donna Caponi
Donna Caponi-Byrnes (Detroit, 29 januari 1945) is een Amerikaanse golfprofessional die golfte op de LPGA Tour waar ze 24 golftoernooien won waarvan vier majors.

## Loopbaan
Caponi begon op 5-jarige leeftijd te golfen en haar vader, Harry, was haar coach. In 1956 won ze het Los Angeles Junior Championship. In 1965 werd ze golfprofessional en debuteerde op de LPGA Tour. Op 29 juni 1969 behaalde ze haar eerste LPGA-zege en tevens haar eerste major door het US Women's Open te winnen. Een jaar later verdedigde ze met succes de titel. Op 2 augustus 1981 behaalde ze haar 24ste en laatste zege op de LPGA Tour door de Boston Five Classic te winnen.
In 2001 werd ze opgenomen in de World Golf Hall of Fame. Ze is tegenwoordig commentatrice op de Golf Channel waar ze de wedstrijden van de Champions Tour becommentarieert. Ze golft ook af en toe op de Legends Tour.

## Prestaties

### Professional
LPGA Tour
| Nr. | Datum                | Toernooi                            | Score           | Score | Info                                   |
| --- | -------------------- | ----------------------------------- | --------------- | ----- | -------------------------------------- |
| 1   | 29 juni 29 1969      | US Women's Open                     | 74-75-76-69=294 | +2    |                                        |
| 2   | 21 september 21 1969 | Lincoln-Mercury Open                | 74-68-72=214    | –2    | Won de play-off van Kathy Whitworth    |
| 3   | 24 mei 1970          | Bluegrass Invitational              | 72-70-72=214    | –2    |                                        |
| 4   | 5 juli 1970          | US Women's Open                     | 69-70-71-77=287 | +3    |                                        |
| 5   | 20 mei 1973          | Bluegrass Invitational              | 72-72-72=216    | –3    |                                        |
| 6   | 2 februari 1975      | Burdine's Invitational              | 70-71-67=208    | –8    |                                        |
| 7   | 11 mei 1975          | Lady Tara Classic                   | 72-70-72=214    | –5    |                                        |
| 8   | 13 juni 1976         | Peter Jackson Classic               | 72-73-67=212    | –4    | Won de play-off van Judy Rankin        |
| 9   | 19 september 1976    | Portland Classic                    | 72-71-74=217    | –2    | Won de play-off van Clifford Ann Creed |
| 10  | 26 september 1976    | The Carlton                         | 69-69-72-72=282 | –6    |                                        |
| 11  | 3 november 1976      | LPGA/Japan Mizuno Classic           | 74-71-72=217    | –5    |                                        |
| 12  | 17 september 1978    | The Sarah Coventry                  | 72-71-68-71=282 | –10   |                                        |
| 13  | 22 oktober 1978      | Houston Exchange Clubs Classic      | 70-68-69=207    | –9    |                                        |
| 14  | 10 juni 1979         | LPGA Championship                   | 69-70-70-70=279 | –9    |                                        |
| 15  | 23 maart 1980        | LPGA National Pro-Am                | 71-74-71-70=286 | –2    |                                        |
| 16  | 6 april 1980         | Colgate-Dinah Shore Winner's Circle | 71-67-66-71=275 | –13   |                                        |
| 17  | 25 mei 1980          | Corning Classic                     | 66-72-69-74=281 | –7    |                                        |
| 18  | 14 september 1980    | United Virginia Bank Classic        | 70-67-66-74=277 | –11   |                                        |
| 19  | 21 september 1980    | ERA Real Estate Classic             | 75-68-71-69=283 | –9    |                                        |
| 20  | 22 maart 1981        | LPGA Desert Inn Pro-Am              | 74-75-69-68=286 | –3    |                                        |
| 21  | 12 april 1981        | American Defender/WRAL Golf Classic | 71-65-72=208    | –8    |                                        |
| 22  | 14 juni 1981         | LPGA Championship                   | 69-68-70-73=280 | –8    |                                        |
| 23  | 19 juli 1981         | WUI Classic                         | 71-69-69-73=282 | –6    |                                        |
| 24  | 2 augustus 1981      | Boston Five Classic                 | 69-68-68-71=276 | –12   |                                        |

| major |

Overige zeges
- 1975: Colgate European Open
- 1976: Wills Qantas Australian Ladies Open
- 1978: Ping Classic Team Championship (met Kathy Whitworth)
- 1980: Portland Ping Team Championship (met Kathy Whitworth)
- 1981: Portland Ping Team Championship (met Kathy Whitworth)